# Doen Shuhei
Doen Shuhei (土遠 修平 Doen Shūhei, sinh ngày 24 tháng 2 năm 1990) là một cầu thủ bóng đá người Nhật Bản. Anh thi đấu cho Cobaltore Onagawa.

## Sự nghiệp thi đấu
Doen Shuhei thi đấu cho Grulla Morioka từ năm 2012 đến năm2014. Anh chuyển đến Verspah Oita năm 2015.

## Thống kê câu lạc bộ
Cập nhật đến ngày 26 tháng 2 năm 2018.
| Thành tích câu lạc bộ | Thành tích câu lạc bộ | Thành tích câu lạc bộ | Giải vô địch | Giải vô địch | Cúp                   | Cúp                   | Tổng cộng | Tổng cộng |
| Mùa giải              | Câu lạc bộ            | Giải vô địch          | Số trận      | Bàn thắng    | Số trận               | Bàn thắng             | Số trận   | Bàn thắng |
| Nhật Bản              | Nhật Bản              | Nhật Bản              | Giải vô địch | Giải vô địch | Cúp Hoàng đế Nhật Bản | Cúp Hoàng đế Nhật Bản | Tổng cộng | Tổng cộng |
| --------------------- | --------------------- | --------------------- | ------------ | ------------ | --------------------- | --------------------- | --------- | --------- |
| 2012                  | Grulla Morioka        | JRL (Tohoku, Div. 1)  | 3            | 1            | 0                     | 0                     | 3         | 1         |
| 2013                  | Grulla Morioka        | JRL (Tohoku, Div. 1)  | 3            | 0            | 0                     | 0                     | 3         | 0         |
| 2014                  | Grulla Morioka        | J3 League             | 1            | 0            | 0                     | 0                     | 1         | 0         |
| 2015                  | Verspah Oita          | JFL                   | 14           | 1            | 0                     | 0                     | 14        | 1         |
| 2016                  | Verspah Oita          | JFL                   | 3            | 0            | 0                     | 0                     | 3         | 0         |
| 2017                  | Arterivo Wakayama     | JRL (Kansai, Div. 1)  | 12           | 1            | 1                     | 0                     | 13        | 1         |
| Tổng                  | Tổng                  | Tổng                  | 36           | 3            | 1                     | 0                     | 37        | 3         |